# Arijamn
Arijamn (grč. Ἀριάμνης; Ariamnes, poznat i kao Arijaramn II.) je bio satrap Kapadocije u službi Perzijskog Carstva. Prema Diodoru sa Sicilije, Arijamn je bio sin Datama kojeg je naslijedio na mjestu kapadocijskog satrapa nakon njegove smrti 361. pr. Kr. Imao je dva sina; Arijarata I. koji ga je naslijedio, te Holoferna. Diodor tvrdi kako je Arijamn vladao 50 godina, što se smatra kronološki neusklađenim budući kako je Datam prema ostalim povijesnim izvorima vladao do 30 godina prije pada Perzijskog Carstva. Prema Diodoru, Arijaramn je perzijskom vladaru Artakserksu III. poslao vojsku predvođenu njegovim bratom Holofernom u pohodu protiv Egipta, a spominje kako je Arijaramna naslijedio sin Arijarat I., te kako je otprilike u isto vrijeme Aleksandar Makedonski osvojio Kapadociju zbog čega nije sigurno koji je od njih dvojice vladao kao zadnji satrap u službi Perzijskog Carstva.

## Poveznice
- Kapadocija
- Datam
- Arijarat I.

| Prethodnik: | Satrap Kapadocije | Nasljednik: |
| Datam       | Satrap Kapadocije | Arijarat I. |

## Vanjske poveznice
- Arijamn (Ariamnes), AncientLibrary.com  Arhivirana inačica izvorne stranice od 26. listopada 2005. (Wayback Machine)
- [neaktivna poveznica]
- Pierre Briant: „Od Kira do Aleksandra: Povijest Perzijskog Carstva“ (From Cyrus to Alexander: A History of the Persian Empire), preveo Peter Daniels, Indiana: Eisenbrauns, 2002., str. 133.